# أوراس ستار
أوراس ستار (29 يوليو 1981 -)، مغني عراقي. أصدر أغنيته الأولى عام 2010 التي حملت اسم «أعلن التوبة»، ثم توالت أغانيه من أشهرها «أوف يا حضنك» التي حققت نجاحًا ومتابعة.له اغنية مشهورة عام 1995 ..طشيت الدرب ريحان 

## أعماله

### إصدارات
- أعلن التوبة - 2010
- حبي وحناني - 2011
- فدوة فدوة - 2011
- على مية - 2012
- انا احبك - 2012
- شتسوي سوي - 2014
- انتي امي - 2015
- أوف يا حضنك - 2016
- يا طيري - 2017
- الكارثية - 2018
- ياشريكي -2019
- الايام -2019
- وجه العافية -2019
- انهار -2020
- نجوم السمة-2020
- الاصحاب -2020
- حبيت الفراق -2020
- غدارك اني -2020
- نموت يمدلل سويه -2021
- اقاتل -2021
- شعلتي الجو -2021
- على الونه -2021
- الك والحلالك -2021
- بس-2021
- يوم ميلادي -2022
- قلبي القوي -2022
- شمحلاه -2022
- شكد حلوه-2022
- عشقي الكبير -2022
- شفت الگمر -2022